# Élections au Parlement de Catalogne de 1999
Les élections au Parlement de Catalogne de 1999 (en catalan : Eleccions al Parlament de Catalunya de 1999, en espagnol : Elecciones al Parlamento de Cataluña de 1999) se tiennent le dimanche 17 octobre 1999, afin d'élire les 135 députés de la VIe législature du Parlement de Catalogne pour un mandat de quatre ans.

## Mode de scrutin
Le Parlement de Catalogne (Parlament de Catalunya) est une assemblée parlementaire monocamérale constituée de 135 députés (diputats) élu pour une législature de quatre ans au suffrage universel direct selon les règles du scrutin proportionnel d'Hondt par l'ensemble des personnes résidant dans la communauté autonome où résidant momentanément à l'extérieur de celle-ci, si elles en font la demande.
La communauté autonome de Catalogne ne s'étant pas dotée d'une loi électorale propre, la quatrième disposition transitoire du statut d'autonomie dispose que le Parlement est élu dans les mêmes conditions que le Congrès des députés. Elle précise par ailleurs que « Les circonscriptions électorales seront les quatre provinces de Barcelone, Gérone, Lérida et Tarragone. Le Parlement de Catalogne sera composé par 135 députés, desquels la circonscription de Barcelone élira un député pour 50 000 habitants, avec au plus 85 députés. Les circonscriptions de Gérone, Lérida et Tarragone éliront au moins six députés, plus un par tranche de 40 000 habitants, obtenant respectivement 17, 15 et 18 députés. ».
Les bulletins blancs sont considérés comme des suffrages valides, entrant ainsi en ligne de compte dans la détermination des listes ayant franchi le seuil électoral. En revanche, ils ne sont pas considérés comme des suffrages exprimés et ne sont donc pas pris en compte pour la répartition des sièges.

### Présentation des candidatures
Peuvent présenter des candidatures
- les partis ou fédérations politiques enregistrées auprès du registre des partis politiques du ministère de l'Intérieur ;
- les coalitions électorales de ces mêmes partis ou fédérations dûment constituées et inscrites auprès de la commission électorale au plus tard 10 jours après la convocation du scrutin ;
- et les regroupements d'électeurs bénéficiant du parrainage d'au moins 1 % des inscrits de la circonscription.

### Répartition des sièges
Seules les listes ayant recueilli au moins 3 % des suffrages valides — incluant les bulletins blancs — peuvent participer à la répartition des sièges à pourvoir dans une circonscription, qui s'organise en suivant différentes étapes : 
- les listes sont classées en une colonne par ordre décroissant du nombre de suffrages obtenus ;
- les suffrages de chaque liste sont divisés par 1, 2, 3... jusqu'au nombre de députés à élire afin de former un tableau ;
- les mandats sont attribués selon l'ordre décroissant des quotients ainsi obtenus[3].

Lorsque deux listes obtiennent un même quotient, le siège est attribué à celle qui a le plus grand nombre total de voix ; lorsque deux candidatures ont exactement le même nombre total de voix, l'égalité est résolue par tirage au sort et les suivantes de manière alternative.

## Campagne

### Principales forces politiques
| Force politique | Force politique | Force politique | Chef de file                             | Idéologie                                                                     | Résultats en 1995          |
| --------------- | --- | --------------- | ---------------------------------------- | ----------------------------------------------------------------------------- | -------------------------- |
|                 | Convergence et Union Convergència i Unió                                                                                     | CiU             | Jordi Pujol (Président de la Généralité) | Centre droit Libéralisme, démocratie chrétienne, catalanisme                  | 41,0 % des voix 60 députés |
|                 | Parti des socialistes de Catalogne-Citoyens pour le changement (ca) Partit dels Socialistes de Catalunya-Ciutadans pel Canvi | PSC-CpC         | Pasqual Maragall                         | Centre gauche Social-démocratie, progressisme, catalanisme                    | 24,9 % des voix 34 députés |
|                 | Parti populaire Partit Popular                                                                                               | PP              | Alberto Fernández Díaz                   | Centre droit à droite Libéral-conservatisme, démocratie chrétienne, unionisme | 13,1 % des voix 17 députés |
|                 | Gauche républicaine de Catalogne Esquerra Republicana de Catalunya                                                           | ERC             | Josep-Lluís Carod-Rovira                 | Gauche Socialisme démocratique, républicanisme, indépendantisme               | 9,5 % des voix 13 députés  |
|                 | Initiative pour la Catalogne-Verts Iniciativa per Catalunya-Verds                                                            | IC-V            | Rafael Ribó (ca)                         | Gauche Écosocialisme, républicanisme, catalanisme                             | 9,7 % des voix 11 députés  |

## Résultats

### Total régional
| Représentation en hémicycle sur un axe gauche-droite du résultat. |                                                                               |           |       |       |        |               |
| Partis                                                            | Partis                                                                        | Voix      | %     | +/-   | Sièges | +/-           |
|                                                                   | Parti des socialistes de Catalogne-Citoyens pour le changement (ca) (PSC-CpC) | 1 183 299 | 37,85 | 12,97 | 50     | 16            |
|                                                                   | Convergence et Union (CiU)                                                    | 1 178 420 | 37,70 | 3,25  | 56     | 4             |
|                                                                   | Parti populaire (PP)                                                          | 297 265   | 9,51  | 3,57  | 12     | 5             |
|                                                                   | Gauche républicaine de Catalogne (ERC)                                        | 271 173   | 8,67  | 0,82  | 12     | 1             |
|                                                                   | Initiative pour la Catalogne-Verts (IC-V)                                     | 78 441    | 2,51  | 7,20  | 5      | 6             |
|                                                                   | Les Verts - Confédération écologiste de Catalogne (EV-CEC) (ca)               | 22 797    | 0,73  | Abs   | 0      | en stagnation |
|                                                                   | Autres listes                                                                 | 65 727    | 2,10  | –     | 0      | en stagnation |
|                                                                   | Blanc                                                                         | 28 968    | 0,93  | 0,04  |        |               |
|                                                                   |                                                                               |           |       |       |        |               |
| Votes valides                                                     | Votes valides                                                                 | 3 126 090 | 99,75 |       |        |               |
| Votes nuls                                                        | Votes nuls                                                                    | 7 836     | 0,25  |       |        |               |
| Total                                                             | Total                                                                         | 3 133 926 | 100   | –     | 135    | en stagnation |
| Abstentions                                                       | Abstentions                                                                   | 2 159 731 | 40,80 |       |        |               |
| Inscrits / Participation                                          | Inscrits / Participation                                                      | 5 293 657 | 59,20 |       |        |               |

### Par circonscription
| Circonscription | Circonscription | Barcelone | Barcelone | Barcelone | Barcelone     | Gérone       | Gérone       | Gérone | Gérone        | Lérida       | Lérida       | Lérida | Lérida        | Tarragone    | Tarragone    | Tarragone | Tarragone     |
| --------------- | --------------- | --------- | --------- | --------- | ------------- | ------------ | ------------ | ------ | ------------- | ------------ | ------------ | ------ | ------------- | ------------ | ------------ | --------- | ------------- |
|                 |                 |           |           |           |               |              |              |        |               |              |              |        |               |              |              |           |               |
| Sièges          | Sièges          | 85        | 85        | 85        | en stagnation | 17           | 17           | 17     | en stagnation | 15           | 15           | 15     | en stagnation | 18           | 18           | 18        | en stagnation |
|                 |                 |           |           |           |               |              |              |        |               |              |              |        |               |              |              |           |               |
|                 |                 | Nombre    | Nombre    | %         | %             | Nombre       | Nombre       | %      | %             | Nombre       | Nombre       | %      | %             | Nombre       | Nombre       | %         | %             |
| Inscrits        | Inscrits        | 4 037 489 | 4 037 489 | 100,00    | 100,00        | 455 844      | 455 844      | 100,00 | 100,00        | 312 961      | 312 961      | 100,00 | 100,00        | 487 363      | 487 363      | 100,00    | 100,00        |
| Abstentions     | Abstentions     | 1 661 439 | 1 661 439 | 41,15     | 41,15         | 172 498      | 172 498      | 37,84  | 37,84         | 122 652      | 122 652      | 39,19  | 39,19         | 203 142      | 203 142      | 41,68     | 41,68         |
| Votants         | Votants         | 2 376 050 | 2 376 050 | 58,85     | 58,85         | 283 346      | 283 346      | 62,16  | 62,16         | 190 309      | 190 309      | 60,81  | 60,81         | 284 221      | 284 221      | 58,32     | 58,32         |
| Nuls            | Nuls            | 5 175     | 5 175     | 0,22      | 0,22          | 1 005        | 1 005        | 0,35   | 0,35          | 695          | 695          | 0,37   | 0,37          | 961          | 961          | 0,34      | 0,34          |
| Exprimés        | Exprimés        | 2 370 875 | 2 370 875 | 99,78     | 99,78         | 282 341      | 282 341      | 99,65  | 99,65         | 189 614      | 189 614      | 99,63  | 99,63         | 283 260      | 283 260      | 99,66     | 99,66         |
|                 |                 |           |           |           |               |              |              |        |               |              |              |        |               |              |              |           |               |
| Partis          | Partis          | Voix      | %         | Sièges    | +/−           | Voix         | %            | Sièges | +/−           | Voix         | %            | Sièges | +/−           | Voix         | %            | Sièges    | +/−           |
|                 | PSC-CpC         | 948 202   | 39,99     | 36        | 14            | 82 502       | 29,22        | 4      | 1             | 55 963       | 29,51        | 5      | 2             | 96 632       | 34,11        | 5         | 1             |
|                 | CiU             | 833 168   | 35,14     | 31        | 3             | 137 079      | 48,55        | 9      | en stagnation | 91 199       | 48,10        | 8      | en stagnation | 116 974      | 41,30        | 8         | 1             |
|                 | PP              | 234 957   | 9,91      | 8         | 4             | 17 079       | 6,05         | 1      | en stagnation | 15 121       | 7,97         | 1      | 1             | 30 108       | 10,63        | 2         | en stagnation |
|                 | ERC             | 183 270   | 7,73      | 7         | en stagnation | 36 159       | 12,81        | 2      | en stagnation | 22 011       | 11,61        | 1      | 1             | 29 733       | 10,50        | 2         | en stagnation |
|                 | IC-V            | 78 441    | 3,31      | 3         | 7             | En coalition | En coalition | 1      | 1             | En coalition | En coalition | 0      | en stagnation | En coalition | En coalition | 1         | en stagnation |
|                 | Autres          | 70 911    | 2,99      |           |               | 7 096        | 2,51         |        |               | 3 356        | 1,77         |        |               | 7 161        | 2,53         |           |               |
|                 | Blanc           | 21 926    | 0,92      | 2 426     | 0,86          | 1 964        | 1,04         | 2 652  | 0,94          |              |              |        |               |              |              |           |               |